# Алкала ла Реал
Алкала ла Реал (шп. Alcalá la Real) град је у Шпанији у аутономној заједници Андалузија у покрајини Хаен. Према процени из 2017. у граду је живело 21 758 становника.

## Становништво
Према процени, у граду је 2017. живело 21 758 становника.
| 1970.  | 1981.  | 1991.  | 2001.  | 2011.  | 2017.  |
| ------ | ------ | ------ | ------ | ------ | ------ |
| 22.024 | 20.802 | 21.090 | 21.296 | 22.722 | 21.758 |

## Партнерски градови
- Лофелден
- Фигерас